# Janusz Smulko
Janusz Marek Smulko (ur. 25 kwietnia 1964 w Kolnie) – profesor zwyczajny Politechniki Gdańskiej, od września 2016 prorektor ds. nauki Politechniki Gdańskiej w kadencji 2016-2019.

## Życiorys
Absolwent Technikum Elektrycznego w Wejherowie (1984), ukończył w 1989 z wyróżnieniem studia na Wydziale Elektroniki Politechniki Gdańskiej, tam również uzyskał doktorat, habilitował się i uzyskał tytuł naukowy profesora. W latach 1989–1996 asystent, 1996–2012 adiunkt, od 2012 profesor nadzwyczajny PG, od 2016 profesor. Odbył staże naukowe w Texas A&M University (2003), na Uniwersytecie w Uppsali (2006 i 2008), w Massachusetts Institute of Technology (2011 i 2013). Od 2013 kierownik Katedry Metrologii i Optoelektroniki. Promotor siedmiu zakończonych doktoratów (wszystkie z wyróżnieniem). W 2016 uzyskał tytuł profesora nauk technicznych.

## Praca naukowa
Jego zainteresowania naukowe to cyfrowe przetwarzanie sygnałów losowych, metrologia, systemy elektroniczne, zakłócenia i szumy. W szczególności zajmuje się sygnałami losowymi wykorzystywanymi jako źródło informacji do detekcji gazów, rodzajów korozji oraz oceny jakości materiałów i elementów elektronicznych.

## Członkostwo w organizacjach
Przewodniczący IEEE Chapter Computer Society Gdańsk (2014-2017, dwie kadencje).

## Publicystyka
Redaktor naczelny „Zeszytów Naukowych Wydziału ETI PG” (2012–2013). Redaktor naczelny „Metrology and Measurement Systems” (2013-2019, dwie kadencje), Impact Factor 5-Year IF=1,149, 100pkt. według listy czasopism MNiSW w 2019 r.).

## Publikacje
Opublikował ponad 150 prac naukowych, w tym 96 w czasopismach z bazy JCR. Autor 2 monografii oraz współautor 2 podręczników akademickich. Wygłosił 15 wykładów zaproszonych na konferencjach. Jego prace były cytowane ponad 600 razy (bez autocytowań), a indeks Hirscha wynosi 20 (2019).

## Odznaczenia
- Srebrny Krzyż Zasługi (2002)[7]
- Medal Komisji Edukacji Narodowej (2009)
- wyróżniony 14 Nagrodami Rektora PG
- Nagroda Wiceprezesa Rady Ministrów (1989)
- Złoty Medal z wyróżnieniem podczas The Belgian & International Trade Fair for Technological Innovation za wynalazek komputerowy - interfejs aromatowy (2009, zespołowo)
- Grand Prix w konkursie Innowacje 2011 podczas Targów Techniki Przemysłowej, Nauki i Innowacji za przenośne urządzenie do wykrywania śladowych ilości substancji chemicznych przy wykorzystaniu zjawiska Ramana (2011, zespołowo)[8].